# Эвкалипт Блэкли
Эвкалипт Блэкли (лат. Eucalyptus blakelyi) — вечнозеленое дерево, вид рода Эвкалипт (Eucalyptus) семейства Миртовые (Myrtaceae).

## Распространение и экология
В природе произрастает в Австралии, в штатах Новый Южный Уэльс, Квинсленд и Виктория.
Предпочитает влажные, хорошо дренированные, аллювиальные почвы.
Отличается высокой засухо- и жароустойчивостью. Морозостойкость слабая; кратковременная температура в −8… −7 °C сильно повреждает деревья.

## Ботаническое описание
Дерево высотой до 30 м.
Кора гладкая, покрыта серыми пятнами, ежегодно опадает со всего ствола и ветвей.
Молодые листья супротивные, в числе 2—4 пар, толстые, слабо-сизые, короткочерешковые, яйцевидные или почти округлые, длиной 7—10 см, шириной 5—7 см. Взрослые листья очерёдные, черешковые, ланцетные, иногда серповидно-изогнутые, длиной 9—18 см, шириной 1,5—3 см, слегка сизоватые.
Зонтики пазушные, 4—8-цветковые, ножка зонтика цилиндрическая или слабо сжатая, длиной 10—15 мм; бутоны конусовидные или роговидные, длиной 7—12 мм, диаметром 4—5 мм, крышечка коническая, в полтора — два раза длиннее трубки цветоложа. Пыльники открываются продольными щелями; железка большая, яйцевидная.
Плоды на ножках, яйцевидные, длиной 5—6 мм, диаметром 3—4 мм; диск маленький, слабо выпуклый; створки выдвинутые.
На родине цветёт в августе — декабре; на Черноморском побережье Кавказа — в мае — июне.

## Значение и применение
Древесина красная, твёрдая, тяжёлая, прочная, хорошо противостоит гниению.
Растение является хорошим медоносом.

## Классификация

### Разновидности
В рамках вида выделяют ряд разновидностей:
- Eucalyptus blakelyi var. blakelyi
- Eucalyptus blakelyi var. irrorata Blakely
- Eucalyptus blakelyi var. parvifructa Blakely

### Таксономия
Вид Эвкалипт Блэкли входит в род Эвкалипт (Eucalyptus) подсемейства Myrtoideae семейства Миртовые (Myrtaceae) порядка Миртоцветные (Myrtales).
|  |                                      |  |                                                             |                                                             |                    |  | ещё 13 семейств (согласно Системе APG II) | ещё 13 семейств (согласно Системе APG II)    |                                              |  |  |  | ещё 130 родов       | ещё 130 родов       |  |  |
|  |                                      |  |                                                             |                                                             |                    |  | ещё 13 семейств (согласно Системе APG II) | ещё 13 семейств (согласно Системе APG II)    |                                              |  |  |  | ещё 130 родов       | ещё 130 родов       |  |  |
|  |                                      |  |                                                             | порядок Миртоцветные                                        |                    |  |                                           |                                              | подсемейство Myrtoideae                      |  |  |  |                     | вид Эвкалипт Блэкли |  |  |
|  |                                      |  |                                                             | порядок Миртоцветные                                        |                    |  |                                           |                                              | подсемейство Myrtoideae                      |  |  |  |                     | вид Эвкалипт Блэкли |  |  |
|  | отдел Цветковые, или Покрытосеменные |  |                                                             |                                                             | семейство Миртовые |  |                                           |                                              | род Эвкалипт                                 |  |  |  |                     |                     |  |  |
|  | отдел Цветковые, или Покрытосеменные |  |                                                             |                                                             |                    |  |                                           |                                              |                                              |  |  |  |                     |                     |  |  |
|  |                                      |  | ещё 44 порядка цветковых растений (согласно Системе APG II) | ещё 44 порядка цветковых растений (согласно Системе APG II) |                    |  |                                           | ещё 1 подсемейство (согласно Системе APG II) | ещё 1 подсемейство (согласно Системе APG II) |  |  |  | ещё более 700 видов |                     |  |  |
|  |                                      |  |                                                             | ещё 44 порядка цветковых растений (согласно Системе APG II) |                    |  |                                           |                                              | ещё 1 подсемейство (согласно Системе APG II) |  |  |  |                     |                     |  |  |